# Симович, Роман Аполлонович
Рома́н Аполло́нович Симо́вич (укр. Роман Аполлонович Сімович; 28 февраля 1901, Снятын — 30 июля 1984, Львов) — советский украинский композитор и музыкальный педагог, заслуженный деятель искусств Украинской ССР (1954). Отец дирижёра Игоря Симовича.

## Биография
Сын священника Аполлона Симовича, руководившего отделением хорового общества «Боян» в городе Кицмань; племянник филолога Василия Симовича.
В 1919 году окончил гимназию в Снятыне, систематического музыкального образования в детстве не получил. В 1921—1925 гг. изучал агрономию в Берлине, затем поступил в Краковскую консерваторию, где среди его учителей был Казимеж Крышталович. В 1929 году перевёлся в Пражскую консерваторию, которую и окончил в 1933 году по классу композиции Отакара Шина (в 1934 году получил также диплом по классу фортепиано). В 1936 году окончил Высшую школу Пражской консерватории под руководством Витезслава Новака.
В 1936—1937 гг. преподавал фортепиано и теоретические дисциплины в филиале Музыкального института имени Николая Лысенко в Дрогобыче, затем в филиале в Станиславове, который был в 1939 году преобразован в музыкальное училище. Одновременно в 1930-е гг. активно публиковался как музыкальный критик в львовской украинской газете «Назустріч».
В 1942 году перебрался во Львов, с 1945 года начал преподавать во Львовской консерватории композицию, инструментовку, гармонию, с 1951 года доцент, с 1963 года профессор. В 1966—1971 гг. заведовал кафедрой истории музыки.
Похоронен на Лычаковском кладбище.

## Творчество
Основные произведения Симовича вдохновлены любовью к родному краю и лежат в русле национального романтизма, отличаясь богатством оркестрового колорита. Уже его дипломная работа в Праге, поэма для голоса с камерным оркестром «Платок» (укр. Хустина), была написана на текст Тараса Шевченко. Главный вклад Симовича в украинскую музыку — семь его симфоний, из которых три — № 1 «Гуцульская» (1945), № 2 «Лемковская» (1947) и № 5 «Горская» (1955) — рисуют картины родной земли, к ним примыкают симфонические поэмы «Семисотлетию Львова» (1948), «Максим Кривонос» (1954), «Довбуш» (1955), «Памяти Ивана Франко» (1956), две оркестровые сюиты «Гуцулка» (1949, 1959) балет «Дудка Довбуша» (1948, либретто А. Гериновича). Симовичу также принадлежат разнообразные симфонические увертюры и сюиты, концерты для флейты (1953) и фортепиано (1971) с оркестром, два струнных квартета (1929, 1950), два фортепианных трио (1929, 1935), произведения для фортепиано (две сонаты, сонатина, три сюиты, вариации, рондо, фантазия), произведения для скрипки и виолончели с фортепиано, вариации для арфы, произведения для смешанного хора с оркестром и без сопровождения. Для музыки Симовича, полагает музыковед Л. Шевчук-Назар, характерны свежая этнолокальная ладово-интонационная окраска, совершенное владение ресурсами оркестра с ощущением щедрого тембрального богатства народных инструментов, тонкое пейзажное письмо. В то же время круглый стол современных украинских композиторов и музыковедов, собранный в 2016 году для обсуждения его Седьмой симфонии (1972), единодушно приходит к выводу о том, что музыкальный язык Симовича остался языком конца XIX века.